# Cesare Di Bert
Cesare Di Bert (Sevegliano, 1º aprile 1920 – Trieste, 28 gennaio 2017) è stato un aviatore italiano.
Sergente della Regia Aeronautica, è stato un asso della seconda guerra mondiale decorato con la medaglia d'argento al valore militare.

## Biografia
Arruolatosi nella Regia Aeronautica come volontario nel luglio del 1940, a soli 20 anni, nel dicembre dello stesso anno conseguiva il brevetto di pilota militare e veniva assegnato al 1º Stormo C.T. (caccia terrestri) di Campoformido (UD), inquadrato nella 71ª Squadriglia caccia. Con questo reparto fu trasferito in zona Libia Est con base a Tobruk (V squadra aerea SQA5) ove rimase fino all'agosto del 1941. Rientrato in patria nel mese di settembre, fu assegnato al 6º Stormo C.T. con base Catania e combatté nei teatri di operazioni di Malta, Albania e Grecia .
Nel corso dei combattimenti, dapprima pilotando il Macchi M.C.200 ed in seguito ai comandi di un M.C.202, riuscì ad abbattere 6 velivoli nemici confermati, mentre il conteggio non ufficiale riportava 10 vittorie. Per questi risultati, fu decorato  con tre medaglie d'argento al valor militare e promosso sul campo a sergente.
Durante un combattimento aereo sui cieli di Malta, fu colpito e si salvò lanciandosi con il paracadute, fu recuperato dopo ventiquattr'ore passate su un battellino di salvataggio gonfiabile da un aereo da ricerca e soccorso della Luftwaffe.
Nel 1943 venne trasferito al gruppo C.T. per la difesa di Napoli, in questo periodo abbatté due bombardieri Boeing B-17 Flying Fortress della statunitense USAAF.
Durante un'operazione notturna, venne colpito, l'aereo prese fuoco e precipitò. Inizialmente bloccato con un piede imprigionato nell'abitacolo, per salvarsi decise di aprire il paracadute ancora nell'interno del velivolo e venne strappato letteralmente dal seggiolino, procurandosi gravi ferite agli arti inferiori, una commozione cerebrale e una paresi transitoria destra. Soccorso, fu ricoverato nell'ospedale militare di Caserta, dove riprese conoscenza dopo parecchi giorni.
Il 6 settembre 1943, grazie all'interessamento personale del generale Tessari, comandante di zona, fu trasportato a Napoli e da qui all'aeroporto di Ronchi dei Legionari.

Rimase immobilizzato nella sua casa natale di Cervignano del Friuli per parecchio tempo e fu dichiarato grande invalido di guerra.